# Söpte
Söpte je vas na Madžarskem, ki upravno spada pod Sombotelsko okrožje Železne županije.